# Diana Akiyama
Diana Akiyama (* 1959 oder 1960 in Wheeler, Oregon) ist 11. Bischöfin der Diözese Oregon der Episkopalkirche der Vereinigten Staaten von Amerika. Als erste Amerikanerin mit japanischen Wurzeln wurde sie zur Pfarrerin ordiniert und empfing die Bischofsweihe.

## Biografie
Akiyamas Vater und weitere Familienmitglieder wurden während des Zweiten Weltkriegs wegen ihrer japanischen Abstammung im Lager Minidoka in Idaho interniert, ihr Elternhaus in Hood River geplündert. Akiyama selbst war in ihrer Kindheit Opfer rassistischer Diskriminierung.
Akiyama studierte Theologie und erwarb 1981 den Bachelor-Grad der University of Oregon, 1988 den Master-Grad der Church Divinity School of the Pacific in Berkeley. 1989 wurde sie von Bischof Rustin Kimsey (Diözese Eastern Oregon) zur Pfarrerin ordiniert.  Die University of Southern California verlieh ihr 2001 den Doktortitel in Religion und Sozialwissenschaft.
Bevor sie als Bischöfin von Oregon gewählt wurde, war Akiyama im kirchlichen Dienst auf Hawaii tätig. Sie war Pfarrerin der St. Augustine’s Episcopal Church in Kapaau und Rektorin der Waiolaihui’ia School of Formation.
Die Bischofswahl, bei der unter vier Kandidaten ein Nachfolger für Bischof Michael Hanley bestimmt wurde, fand wegen der Covid-19-Beschränkungen am 29. August 2020 online statt. Am 30. Januar 2021 empfing Akiyama in der Trinity Cathedral in Portland (Oregon) die Bischofsweihe durch Gretchen Rehberg, die Bischöfin von Spokane.